# Албано-югославский пограничный конфликт (1921)
Албано-югославский пограничный конфликт (1921 г.) — вооружённое столкновение между Княжеством Албания и Югославией в Северной Албании, произошедшее в 1921 году. Из-за того что границы Албании не были определены в результате Лондонского договора 1913 года, в Албании началась внутренняя нестабильность а её соседи получили возможность претендовать на её неопределённые территории. После восстания в Мирдите, Королевство сербов, хорватов и словенцев (Югославия) тоже решило предъявить претензии на неопределённые территории в Северной Албании и обострило ситуацию, отправив войска к границам Албании. На границе двух стран замечалась война, это побудило Лигу Наций попытаться урегулировать ситуацию мирным путём.

## Предыстория
Поосле завершении Первой Балканской войны в 1913 году был подписан Лондонский договор, который касался территориальных преобразований Балканского региона и, среди прочего,  признал независимость Албании но не установил точные границы. Границы Албании должны были определяться великими державами, однако прогресс был остановлен из-за начала Первой мировой войны. После войны, границы вновь созданного Княжества Албания снова не были установлены во время Парижской мирной конференции 1919 года. Таким образом, вопрос был оставлен на усмотрение недавно созданной Лиги Наций в 1920 году. Когда в следующим году окончательное решение о определении границы Албании не было принято, ситуация быстро стала нестабильной из-за волнений как внутри, так и за пределами предложенных границ Албании.

## Восстание в Мирдите
Марка Гьони, вождь преимущественно римско-католического региона и племени мирдита в Северной Албании, полагая, что албанское правительство собирается запретить католицизм, позволил югославским властям от его имени провозгласить Республику Мирдита 17 июля 1921 года в Призрене, в Югославии. Гьони получил поддержку, оружие и деньги от Югославии, поскольку югославское правительство рассматривало недавно основанную неприязненную республику как полезный объект в своих усилиях по ослаблению Албании с помощью сепаратистскими движениями страны и разжигания религиозных волнений, для переговоров о более выгодной ему демаркации границ Югославии и Албании. Гьони призвал правительство Югославии предпринять меры для признания Республики Мирдита, но Югославия была в основном заинтересована в поиске потенциальных территориальных претензий к самой республике. Таким образом, Греция стала единственной страной, признавшей Республику Мирдита независимым государством.
В Лиге Наций югославское правительство разожгло ещё больше религиозных волнений, обвинив албанское правительство в том, что оно заботится только об интересах мусульманского населения Албании, в то время как католическое население страны часто подвергается дискриминации. Правительство Албании в ответ заявило, что права всех албанцев равны независимо от их религий, но югославское правительство утверждало, что из-за образования Республики Мирдита ответ албанского правительства был недействительным. Это поставило под вопрос статус Албании как страны, что повлияло на её членство в Лиге. Югославская делегация заявила, что, пока в Албании существуют два правительства, единство между народами существовать не может.

## Эскалация боевых действий
Несмотря на обвинения югославского правительства, албанскому правительству удалось убедить великих держав, что образование Республики Мирдита является нарушением суверенитета Албании. После этого в Албании началась подготовка войск для подавления восстания в Мирдите. Между тем, в августе 1921 года представители Югославии и Республики Мирдита подписали соглашение, в котором говорилось, что республику будут защищать югославские вооружённые силы, а интересы республики за рубежом будут представлять югославское правительство. Это побудило Албанию обвинить Югославию в подстрекательстве к восстанию и пособничестве сепаратистам.
В сентябре 1921 года греческие войска провели военные операции в Южной Албании, в то время как югославские войска оккупировали части Северной Албании после некоторых столкновений с северными соплеменниками. Албанское правительство заручилось поддержкой Италии, которая посоветовала ему вступить в бой с повстанцами и захватчиками как с военной, так и с дипломатической точки зрения. Будучи членом Лиги Наций с 1920 года, албанское правительство попросило Лигу признать установленные Лондонским договором границы Албании и устранить любые разногласия. Опасность ситуации стала ещё более очевидной для Лиги, когда к концу сентября албанские и югославские войска стояли лицом к лицу на линии разграничения, а стычки в районе Лурии и Тедрины продолжались несколько недель и перемещали линию фронта. Таким образом 2 октября 1921 года Ассамблея Лиги Наций единогласно проголосовала за то, чтобы позволить великим державам урегулировать пограничный конфликт, и рекомендовала Албании заранее принять последствия их решения.

## Ход конфликта
После того, как к концу октября 1921 года югославские войска одержали верх на демаркационной линии, югославское правительство приняло решение вторгнуться на территорию Албании за пределы уже оккупированных ими территорий. В ответ Лига Наций направила комиссию (Конференцию послов), состоящую из представителей Великобритании, Франции, Италии и Японии, которая 7 ноября 1921 года пришла к выводу, что виновником конфликта было югославское правительство, и приказала им прекратить военные действия против Албании и вывести все свои войска с её территории. Однако правительство Югославии отвергло все выдвинутые в его адрес обвинения и не ответило на призыв комиссии вывести войска из Албании. В ответ Конференция объявила общественности своё решение о границах Албании 9 ноября 1921 года.

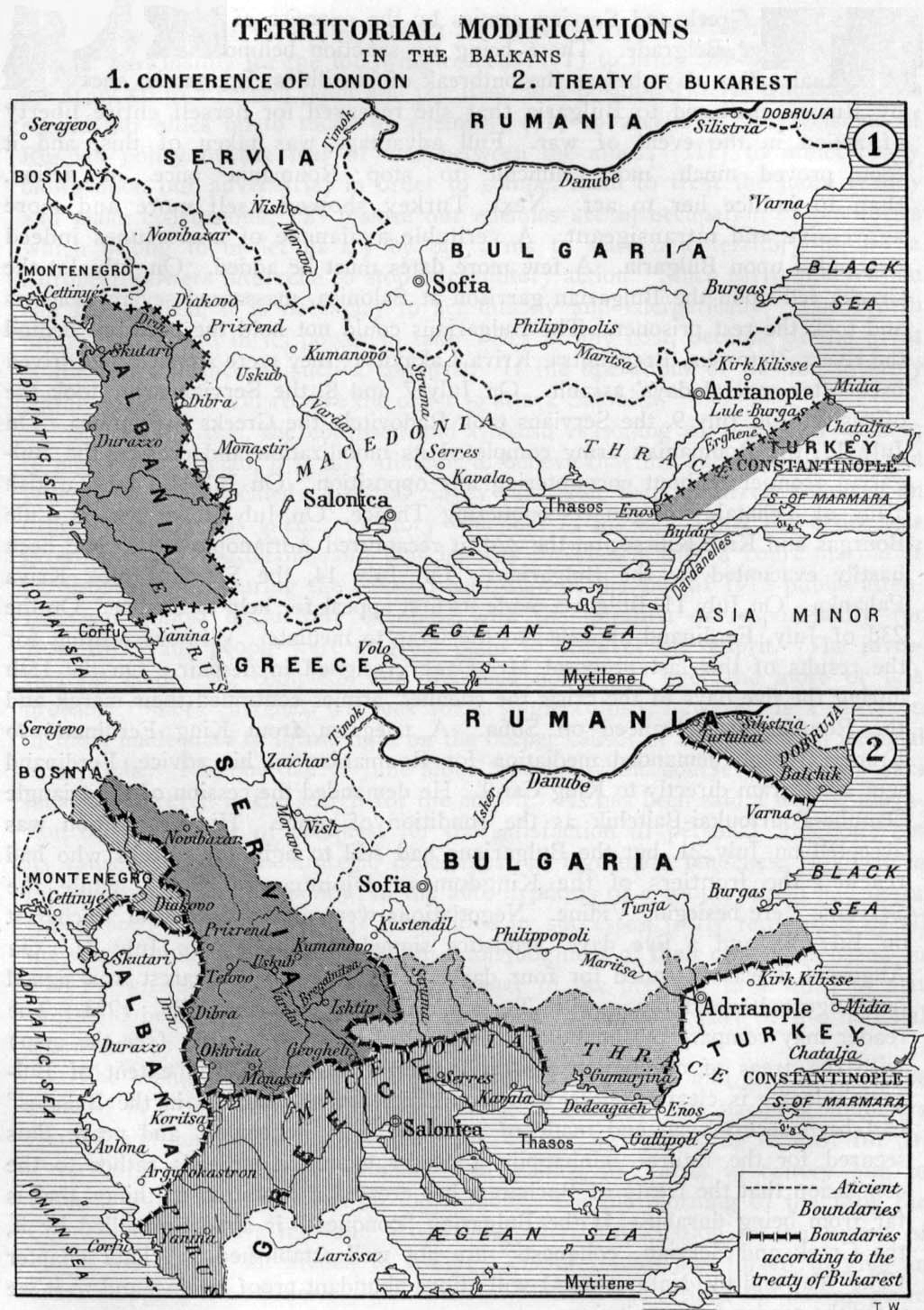
Границы балканских государств после Лондонского (верхняя карта) и Бухарестского договоров (нижняя карта).

В период с 17 по 19 ноября Лига Наций специальной резолюцией подтвердила решение Конференции. Албании было предложено представить Лиге доклад об отступлении югославских, греческих и албанских войск от демаркационной линии и принять «необходимые меры безопасности» против повстанцев, которые ставили под угрозу территориальную целостность Албании. Премьер-министр Великобритании Ллойд Джордж в том же месяце признал албанское правительство, а также выступил с многочисленными горячими дипломатическими протестами против югославского правительства, требуя вывода его войск из спорных территорий Албании. В конце концов Югославия прекратила поддержку Гьони из-за вмешательства Великобритании в конфликт и угрозы введения санкций против неё, а также вывела свои войска со всех территорий Албании, указанных в Лондонском договоре.

## Последствия
После вывода югославских войск, Марка Гьони сбежал в Югославию, а Республика Мирдита оказалась окружённой албанскими правительственными войсками и нерегулярными силами под командованием Ахмета Зогу. 20 ноября 1921 года восстание было прекращено после переговоров со старейшинами Мирдиты, которые согласились сдаться Зогу, с условием если не произойдёт против них репрессий. Последователи Гьони были объявлены предателями, а некоторые повстанцы были приговорены правительственным политическим судом, хотя главные лидеры не подверглись преследованию. После этого Республика Мирдита была упразднена албанским правительством.
В то же время была сформирована новая Комиссия по делимитации, которая окончательно определила и подтвердила официальную границу Албании, в то время как Великобритания настаивала на небольшой адаптации в районе Дебара, Призрена и Кастрата в пользу Югославии. Стремясь заручиться поддержкой Комиссии по демаркации границы, Албания и Югославия установили официальные дипломатические отношения в марте 1922 года и тем самым также приняли решение Лиги по вопросу границ Албании. Этим актом Югославия также признала независимость и суверенитет Албании, а это означало, что югославская политика военного вмешательства в Албании закончилась для Югославии поражением. Позже Гьони вернулся в Албанию и оставался активным политическим лидером в Мирдите до своей смерти в 1925 году.